# Международна помощ
Вижте пояснителната страница за други значения на помощ.
В международните отношения международната помощ (също чуждестранна помощ) е доброволен трансфер на ресурси от една страна към друга с цел облагодетелстване на приемащата помощта страна.
Помощта може да бъде предоставена от индивиди, частни организации или правителства.
Различни видове такава международна помощ могат да бъдат:
- помощ с цел съдействие на икономическото развитие;
- хуманитарна помощ при природни бедствия, войни и др.